# Remember Me (Computerspiel)
Remember Me ist ein von Dontnod Entertainment entwickeltes Cyberpunk-Action-Adventure-Videospiel. Die weltweite Veröffentlichung erfolgte im Juni 2013 durch den Publisher Capcom.

## Entwicklungs- und Veröffentlichungsgeschichte
Remember Me ist das erste von Dontnod Entertainment entwickelte Spiel. Dontnod-Mitgründer Jean-Max Moris übernahm während der Entwicklung die Leitung.
Ursprünglich als reines PlayStation-3-Spiel, unter dem Titel Adrift gedacht, wurde das Projekt 2011 eingestellt und später von Capcom zur Entwicklung als Multiplattformspiel wieder aufgenommen.
Remember Me wurde offiziell während der Gamescom 2012 mit einer Demo vorgestellt.
Ursprünglich war die Veröffentlichung für Mai 2013 geplant, erschien aber erst einen Monat später am 3. Juni, eine Woche vor dem von Naughty Dog entwickelten Verkaufsschlager The Last of Us, was sich als fataler Fehler herausstellte und mit der mangelnden Promotion von Capcom zu einem geringen Interesse und mittelmäßiger Bewertung bei Kritikern und Spielern führte.

### Synchronisation
| Rolle                  | Originalsprecher |
| ---------------------- | ---------------- |
| Nilin (Hauptcharakter) | Kezia Burrows    |
| Olga Sedova            | Kosher Engler    |
| Edge                   | Nathan Nolan     |

## Rezeption
Remember Me erhielt durchwachsene Bewertungen. Die Rezensionsdatenbank Metacritic aggregiert insgesamt 105 Rezensionen zu Mittelwerten von 72 (PlayStation 3), 70 (Xbox 360) bzw. 65 (PC).
IGN lobte die „sehr persönliche“ Story, die gut bis ins Detail ausgeklügelte Spielwelt und die gut ausgearbeiteten Charaktere des Spiels. Redakteur Daniel Krupa kritisierte aber das Spielprinzip als flach und unimmersiv; als  Spiel könne man Remember Me schnell wieder vergessen.